# 素敵ギルド
『素敵ギルド』（すてきギルド）は、遊知やよみによる日本の漫画作品。
『Cookie』（集英社）にて2005年7月号から2007年10月号まで連載されていた。単行本全4巻。

## あらすじ
20歳の雨宮ふうは住み込みの仕事を探していた。スタッフを募集していた中華料理店へ行くと、既に決まってしまったとのこと。住む所がないため、公園で野宿をしようとベンチで寝入るふう。そんなふうを3人の男が拾っていった。目が覚めたふうに、3人はここで働かないか、と持ちかける。怪しい行動をする3人をふうは訝しむが、3人の正体は漫画家だった。
ある日、事務所に空き巣が入った。特に被害はなかったものの、ふうの様子がおかしい。「ここもかぎつけられたんだ……」そう思い、事務所を出て行こうとするふう。ふうは一体何者なのか。

## 登場人物

### 主人公
雨宮 ふう（あめみや ふう）
20歳。本名は宝城風雅（ほうじょうふうが）。聴覚が異常に発達しており、一度聴いた音は忘れない、遠くの音、何種類もの音を聞き分ける能力を持つ。神経が高ぶると感度が良くなる。その能力を悪用しようとする組織に追われている。
高名なバイオリニストを母に持ち、自身も2歳半の頃からバイオリンを習い始め、17歳の時チャイコフスキー記念コンクールで優勝するほどの腕前。

### 花札カブ
- 少女漫画家。2つの雑誌で連載作品を持つ。
- 名前の由来は、「壱・三・五」で花札のカブというところから来ている。
- 3人とも、小学校から大学まで同級生。

岩沢 壱太（いわさわ いちた）
通称・壱。花札カブのリーダー的存在。気に入った人には最初に会ったときに「どこかで会ったことあるよね？」と聞くクセがある。（本人は気付いていない）
父親は映画監督で、ふうの正体を知っている。
黒田 三慈（くろだ さんじ）
過去に起こした交通事故以来、車を運転しなくなった。
陣内 五佑（じんのうち ごう）
ケチで自分のお金を出すのを嫌がる。お金以外のことでは、何があってもくよくよせず前向きな性格。

### 追っ手
優（ゆう）
ふうの母違いの兄。大手化粧品メーカー社長。日本に逃げてきたふうを心配し、美紗子の愛人よりも早くふうを見つけ出そうとするが、逆に自分が追っ手だと勘違いされてしまう。
星（ほし）
優の部下で、ふうを探している。
小津（おづ）
星と同じく、優の部下。小太りで、人の良さそうな男性。
愛人
美紗子の愛人だったとされる男。名前は作中に登場しない。プロモーターとして美紗子と知り合う。ふうの能力に気付き、悪用しようとする。美紗子の死後はふうに暴力をふるっていた。

### その他
梢 ミニカ（こずえ ミニカ）
三慈の幼馴染み。人気タレントだったが、三慈とのドライブ中に交通事故に遭い、そのことを週刊誌に叩かれ、事務所をクビになる。
バイオリンとピアノを習っていたことがあり、ふうの能力の非尋常さに気付く。
庭野 ワニ（にわの ワニ）
本名･丹羽一郎。3人の同級生で、漫画家。花札カブよりも売れている。
尾関（おぜき）
花札カブの週刊ステップの担当編集者。ヤクザ顔だが、一人娘・心愛（ここあ）を愛する良き父親。
宝城 美紗子（ほうじょう みさこ）
ふうの母親で、有名なバイオリニスト。離婚後は、愛人とふうと共にミュンヘンで暮らしていた。
ヘルマン・シュワルツコフ
生の音にこだわって、CDなどを一切出さず幻のバイオリニストと呼ばれた演奏家。

## 書誌情報
- 遊知やよみ 『素敵ギルド』 集英社 〈りぼんマスコットコミックス・Cookie〉 全4巻
  1. 2006年3月20日発行、ISBN 978-4-08-856677-1
  2. 2007年2月20日発行、ISBN 978-4-08-856729-7
  3. 2007年8月15日発行、ISBN 978-4-08-856765-5
    - 彼女を乗せたバス（『Cookie BOX』2005年、読切）

  4. 2008年1月20日発行、ISBN 978-4-08-856798-3
    - イジイジ×モジモジ（『Cookie』2004年4月号 - 5月号、前・後編）